# Sophie Boilley
Sophie Boilley (ur. 17 grudnia 1989 w Valence) – francuska biathlonistka, dwukrotna srebrna medalistka mistrzostw świata.

## Kariera
Po raz pierwszy na arenie międzynarodowej pojawiła się w 2007 roku, startując na olimpijskim festiwalu młodzieży Europy w Jace. Zdobyła tam złoty medal w sprincie. W 2008 roku wystartowała na mistrzostwach świata juniorów w Ruhpolding zdobyła srebrny medal w biegu pościgowym. Podczas rozgrywanych rok później mistrzostw świata juniorów w Canmore była trzecia w sprincie. Ponadto na mistrzostwach świata juniorów w Torsby w 2010 roku wygrała bieg pościgowy, a w sprincie była druga.
W Pucharze Świata zadebiutowała 18 grudnia 2008 roku w Hochfilzen, zajmując 58. miejsce w biegu indywidualnym. Pierwsze punkty wywalczyła 1 grudnia 2010 roku w Östersund, gdzie zajęła 30. miejsce w tej samej konkurencji. Nigdy nie stanęła na podium zawodów pucharowych, najwyższą lokatę wywalczyła 6 lutego 2011 roku w Presque Isle i 19 stycznia 2013 roku w Anterselvie, gdzie bieg pościgowy kończyła na siódmej pozycji. Najlepsze wyniki osiągnęła w sezonie 2012/2013, kiedy zajęła 34. miejsce w klasyfikacji generalnej.
Podczas mistrzostw świata w Chanty-Mansyjsku w 2011 roku wspólnie z Anaïs Bescond, Marie-Laure Brunet i Marie Dorin zdobyła srebrny medal w sztafecie. Wynik ten Francuzki w tym samym składzie powtórzyły na mistrzostwach świata w Ruhpolding rok później. Była też między innymi szesnasta w sprincie na mistrzostwach świata w Novym Měscie w 2013 roku. Nigdy nie wystartowała na igrzyskach olimpijskich.

## Osiągnięcia

### Mistrzostwa świata
| Rok  | Miejscowość     | Konkurencje | Konkurencje | Konkurencje | Konkurencje | Konkurencje | Konkurencje | Konkurencje |
| Rok  | Miejscowość     | IN          | SP          | PU          | MS          | RL          | MR          | SR          |
| ---- | --------------- | ----------- | ----------- | ----------- | ----------- | ----------- | ----------- | ----------- |
| 2011 | Chanty-Mansyjsk | 50.         | 34.         | 39.         | –           | 2.          | –           | –           |
| 2012 | Ruhpolding      | 27.         | 40.         | 45.         | –           | 2.          | –           | –           |
| 2013 | Nové Město      | 45.         | 16.         | 28.         | –           | 6.          | –           | –           |

### Mistrzostwa świata juniorów
| Rok  | Miejscowość  | Konkurencje | Konkurencje | Konkurencje | Konkurencje | Konkurencje | Konkurencje | Konkurencje |
| Rok  | Miejscowość  | IN          | SP          | PU          | MS          | RL          | MR          | SR          |
| ---- | ------------ | ----------- | ----------- | ----------- | ----------- | ----------- | ----------- | ----------- |
| 2008 | Martell      | 6.          | 5.          | 2.          | nd.         | 4.          | nd.         | –           |
| 2009 | Martell      | 24.         | 3.          | 7.          | nd.         | 4.          | nd.         | –           |
| 2010 | Presque Isle | 8.          | 2.          | 1.          | nd.         | 4.          | nd.         | –           |

### Puchar Świata

#### Miejsca w klasyfikacji generalnej
| Sezon     | Miejsce |
| --------- | ------- |
| 2008/2009 | -       |
| 2009/2010 | -       |
| 2010/2011 | 40.     |
| 2011/2012 | 35.     |
| 2012/2013 | 34.     |
| 2013/2014 | 57.     |
| 2014/2015 | 56.     |

#### Miejsca na podium indywidualnie
Boilley nigdy nie stanęła na podium indywidualnych zawodów PŚ.